# Redmi 9
Redmi 9是小米集团旗下的Redmi子品牌于2020年6月11日在西班牙马德里召开的小米智能生态发布会上发布的智能手机系列，包含Redmi 9、Redmi 9A、Redmi 9i和Redmi 9C四款机型，其中Redmi 9和Redmi 9A在中国大陆市场上市，另有印度市场特供机型Redmi 9 Prime在印度发售，是Redmi数字系列的第九代机型序列。

## 简介
Redmi 9搭载了一块6.53英寸19.5:9比例的LCD屏幕，采用GFF贴合工艺，分辨率为2340*1080，是红米（Redmi）手机标准版本第一款采用1080P分辨率的机型。屏幕上方设有水滴形状的前置摄像头凹口。背部指纹识别区域设置在摄像头模组正下方，与摄像头模组在同一长圆形框架内。机身正面及背面摄像头区域的设计元素与Redmi Note 8 Pro基本一致。
Redmi 9的机身材质均采用了聚碳酸酯塑料，机身后盖以摄像头区域为圆心设计了同心圆样式的凹纹，以起到防滑作用。全机型提供碳素黑（灰黑色一体式塑料后盖）、墨黛青（青绿渐变一体式塑料后盖）、霓虹蓝（深蓝~紫红渐变色一体式塑料后盖）以及藕荷粉（浅粉~浅紫渐变一体式塑料后盖）四种配色。

## 配置及设计

### 配置
性能方面，Redmi 9采用了联发科技提供的Helio G80芯片组，支持4G、3G以及GSM蜂窝网络和2.4G、5G的wifi。Redmi宣称，该机型在安兔兔跑分中可达到20万分以上。此外，Redmi 9全机型均采用LPDDR4X 1866MHz规格的RAM以及eMMC5.1规格的ROM，并支持插入最高512GB的Micro SD卡。
摄像模组方面，Redmi 9的机身正面搭载了一颗800万像素的前置摄像头，机身背部则设置四颗摄像头，分别为1300万像素的主相机、800万像素的超广角镜头、500万像素的微距镜头以及200万像素的景深镜头。这也是小米第一次在入门款产品中搭载多摄像头模组。
电池及传输接口方面，Redmi 9搭载了一块5020mah的电池，采用USB Type-C标准的数据传输接口。该接口支持数据传输及充电，充电最高功率支持18W（9V2A）。此外，Redmi 9具有标准3.5mm音频输出输入接口，可供免提耳机、单听式耳机以及音响等支持3.5mm音频接头的设备连接。

### 设计
Redmi 9放弃了前代机型Redmi 8上采用的抛光塑料后盖，改为喷涂工艺的磨砂塑料后盖。摄像头区域保留有类似Redmi K30系列上采用的圆形图案，以摄像头区域为圆心设计了同心圆形式的抗滑凹纹。机身配色则继承了Redmi 10X(4G)上采用的渐变配色，外观元素则与Redmi Note 8 Pro相似。

## 销售
Redmi 9提供3GB RAM/32GB ROM、4GB RAM/64GB ROM、4GB RAM/128GB ROM以及6GB RAM/128GB ROM四个存储组合版本。其中：
- 在中国大陆市场销售4GB RAM/64GB ROM、4GB RAM/128GB ROM以及6GB RAM/128GB ROM三个存储组合版本，零售价格分别为799元、999元和1199元人民币；

- 在欧洲地区市场销售3GB RAM/32GB ROM和4GB RAM/64GB ROM两个存储组合版本，零售价格分别为149和169欧元；

- 在印度市场，Redmi 9以Redmi 9 Prime的名义进行销售，提供4GB RAM/64GB ROM、4GB RAM/128GB ROM两个存储组合版本可选，售价分别为9999和11999印度卢比。

上市时间方面，Redmi 9于2020年6月11日先期在欧洲地区市场发布，中国大陆地区在2020年6月24日上市，同时开启定金预售。印度市场的发布日期则为2020年8月4日。值得一提的是，在中国大陆地区销售的Redmi 9不支持NFC功能和小米钱包，而欧洲市场版本则提供了NFC功能和Google钱包。